# کالاتابیانو
کالاتابیانو (به ایتالیایی: Calatabiano) یک کومونه در ایتالیا است که در استان کاتانیا واقع شده‌است.

## خصوصیات
کالاتابیانو ۲۶٫۳ کیلومترمربع مساحت و ۵٬۳۰۹ نفر جمعیت دارد و ۶۰ متر بالاتر از سطح دریا واقع شده‌است.